# 2019-es szardíniai regionális választás
A 2019-es szardíniai regionális választást 2019. február 24.-én tartották Olaszország, Szardínia régiójában. A választáson megválasztották Szardínia Regionális tanácsának képviselőit illetve a régió elnökét. Összesen 59 mandátumot osztottak ki. 

## Választási törvény
Az a jelölt lesz a régió elnöke, a szavazatok relatív többségét szerzi meg. Ha az egyik jelölt eléri a 25%-ot, akkor automatikusan kap győztesszorzót a jelölt. A választáson nyílt listás, preferenciaszavazás van. Ennek keretében a választók meghatározhatják egy-egy listán a politikusuk sorrendjét. Ha az elnök-jelölt a szavazatok több mint 40%-át kapja, akkor a mandátumok 60%-át kapja meg. Ha 25-40% közti eredményt ér el, akkor a mandátumok 55%-át. A bejutási küszöb koalícióknak 10%, egyéni jelölteknek 5%. 

## Pártok és jelöltek
| Politikai párt/koalíciók | Politikai párt/koalíciók                                                     | Pártok                                                                                             | Pártok                                                                       | Előző eredmény | Előző eredmény | Jelöltek          | Jelöltek |
| Politikai párt/koalíciók | Politikai párt/koalíciók                                                     | Pártok                                                                                             | Pártok                                                                       | Szavazatok (%) | Mandátumok     | Jelöltek          | Jelöltek |
| ------------------------ | ---------------------------------------------------------------------------- | -------------------------------------------------------------------------------------------------- | ---------------------------------------------------------------------------- | -------------- | -------------- | ----------------- | -------- |
|                          | Szardíniai Progresszívjei                                                    | | Demokrata Párt (PD)                                                          | 22.1           | 18             | Massimo Zedda     |          |
|                          | Szardíniai Progresszívjei                                                    | Keresztény Népi Unió–Olasz Szocialista Párt (UPC–PSI)                                              | 3.1                                                                          | 2              |                | Massimo Zedda     |          |
|                          | Szardíniai Progresszívjei                                                    | Szardínia Haladó Tábora (CPS)                                                                      | N/A                                                                          | N/A            |                | Massimo Zedda     |          |
|                          | Szardíniai Progresszívjei                                                    | Szabadok és Egyenlőek (LeU)                                                                        | N/A                                                                          | N/A            |                | Massimo Zedda     |          |
|                          | Szardíniai Progresszívjei                                                    | Mi, Szardínia                                                                                      | N/A                                                                          | N/A            |                | Massimo Zedda     |          |
|                          | Szardíniai Progresszívjei                                                    | Közös Szardínia (incl. Futura, Lehetséges Párt, Több Európát, Zöldek Szövetsége, Pannella Listája) | N/A                                                                          | N/A            |                | Massimo Zedda     |          |
|                          | Szardíniai Progresszívjei                                                    | Közös Jövő                                                                                         | N/A                                                                          | N/A            |                | Massimo Zedda     |          |
|                          | Szardíniai Progresszívjei                                                    | Kommunista Projekt Szardíniáért (PCS)                                                              | N/A                                                                          | N/A            |                | Massimo Zedda     |          |
|                          | Jobbközép koalíció                                                           | | Forza Italia (FI)                                                            | 18.5           | 10             | Christian Solinas |          |
|                          | Jobbközép koalíció                                                           | Centrum Uniója (UdC)                                                                               | 7.6                                                                          | 4              |                | Christian Solinas |          |
|                          | Jobbközép koalíció                                                           | Szárd Reformerek (RS)                                                                              | 6.0                                                                          | 3              |                | Christian Solinas |          |
|                          | Jobbközép koalíció                                                           | Szárd Akció Párt (PSd'Az)                                                                          | 4.7                                                                          | 3              |                | Christian Solinas |          |
|                          | Jobbközép koalíció                                                           | Olaszország Fivérei (FdI)                                                                          | 2.8                                                                          | 1              |                | Christian Solinas |          |
|                          | Jobbközép koalíció                                                           | Szárdok Uniója (UDS)                                                                               | 2.6                                                                          | 1              |                | Christian Solinas |          |
|                          | Jobbközép koalíció                                                           | Fortza Paris (FP)                                                                                  | 0.7                                                                          | –              |                | Christian Solinas |          |
|                          | Jobbközép koalíció                                                           | Északi Liga                                                                                        | N/A                                                                          | N/A            |                | Christian Solinas |          |
|                          | Jobbközép koalíció                                                           | Energiák Olaszországért (EpI) (incl. ALI, PRI és PLI)                                              | N/A                                                                          | N/A            |                | Christian Solinas |          |
|                          | Jobbközép koalíció                                                           | Sardinia 20Twenty (S20V)                                                                           | N/A                                                                          | N/A            |                | Christian Solinas |          |
|                          | Jobbközép koalíció                                                           | Civil Szardínia (SC)                                                                               | N/A                                                                          | N/A            |                | Christian Solinas |          |
|                          | 5 Csillag Mozgalom (M5S)                                                     | 5 Csillag Mozgalom (M5S)                                                                           | 5 Csillag Mozgalom (M5S)                                                     | N/A            | N/A            | Francesco Desogus |          |
|                          | Szabadok Szárdok (incl. ProgReS, Unidos and Free Sardinia)                   | Szabadok Szárdok (incl. ProgReS, Unidos and Free Sardinia)                                         | Szabadok Szárdok (incl. ProgReS, Unidos and Free Sardinia)                   | 5.6            | –              | Mauro Pili        |          |
|                          | Önmeghatározás (ADN) (incl. RM, iRS and SNI)                                 | Önmeghatározás (ADN) (incl. RM, iRS and SNI)                                                       | Önmeghatározás (ADN) (incl. RM, iRS and SNI)                                 | 3.4            | 3              | Andrea Murgia     |          |
|                          | Szárdok Pártja (PdS)                                                         | Szárdok Pártja (PdS)                                                                               | Szárdok Pártja (PdS)                                                         | 2.7            | 2              | Paolo Maninchedda |          |
|                          | Kommunista Újraalapítás Pártja–Olasz Kommunisták–Szárd Baloldal (PRC–PCI–SS) | Kommunista Újraalapítás Pártja–Olasz Kommunisták–Szárd Baloldal (PRC–PCI–SS)                       | Kommunista Újraalapítás Pártja–Olasz Kommunisták–Szárd Baloldal (PRC–PCI–SS) | 2.0            | 2              | Vindice Lecis     |          |